# دلاکوک
دلاکوک، روستایی در دهستان ده محمد بخش مرکزی شهرستان عشق‌آباد در استان خراسان جنوبی ایران است.

## فرهنگ
"دلاکوک" از مهم ترین روستا های بخش از نظر فرهنگی به خصوص در مورد جشن های نوروزی و سوگواری شهادت امام حسین (ع) خصوصا در تاسوعا می باشد. طبق گزارش محلی هر ساله جمعیت چند صد نفری از روستاهای منطقه در دلاکوک گرد هم می آیند.

## جمعیت
بر پایه سرشماری عمومی نفوس و مسکن در سال ۱۳۹۵، جمعیت این روستا برابر با ۶۱ نفر (۲۱ خانوار) بوده است.